# 卡特勒湾
卡特勒湾（英語：Cutler Bay），旧称卡特勒里奇（Cutler Ridge），是美国佛罗里达州迈阿密-戴德县的一个合并镇。1992年8月曾被飓风安德鲁重创，2005年8月又遭遇了飓风卡特里娜引发的洪水。2005年1月11日居民投票合并为新镇，同年11月改为今名。面积约为12.6平方公里（约合4.9平方英里）。根据2010年美国人口普查，该市有人口40,286人。论人口在本州排行第64。